# Harold S. Bucquet
Harold S. Bucquet (10 de abril de 1891 - 13 de febrero de 1946) fue un director de cine inglés. Dirigió 26 películas entre 1936 y 1945.

## Filmografía seleccionada
- The Guardsman (1931), ayudante de dirección
- Torture Money (1937)
- Young Dr. Kildare (1938)
- They're Always Caught (1938)
- Calling Dr. Kildare (1939)
- On Borrowed Time (1939)
- Dr. Kildare's Crisis (1940)
- We Who Are Young (1940)
- Dr. Kildare Goes Home (1940)
- Kathleen (1941)
- The Penalty (1941)
- Dr. Kildare's Victory (1941)
- Dr. Kildare's Wedding Day (1941)
- The War Against Mrs. Hadley (1942)
- The Adventures of Tartu (1943)
- Dragon Seed (1944)
- Without Love (1945)